# لاورين لاندون
لاورين لاندون (بالإنجليزية: Laurene Landon)‏ هي ممثلة أمريكية، ولدت في 17 مارس 1957 بتورونتو في كندا.

## وصلات خارجية
- لاورين لاندون على موقع IMDb (الإنجليزية)
- لاورين لاندون على موقع ألو سيني (الفرنسية)
- لاورين لاندون على موقع أول موفي (الإنجليزية)
- لاورين لاندون على موقع قاعدة بيانات الأفلام السويدية (السويدية)
- لاورين لاندون على موقع قاعدة بيانات الفيلم (الإنجليزية)
- لاورين لاندون على موقع كينوبويسك (الروسية)